# Sylvia Garcia
Pour les articles homonymes, voir Garcia.
Sylvia Garcia, née le 6 septembre 1950 à Palito Blanco, est une femme politique américaine. Membre du Parti démocrate, elle est élue du Texas à la Chambre des représentants des États-Unis depuis 2019.

## Biographie
En 1992, elle se présente pour la première fois à la primaire démocrate pour le poste de représentante des États-Unis mais perd la primaire face à Gene Green.
Elle se représente en 2017 lorsque ce dernier annonce prendre sa retraite après 26 ans de service. Elle gagne cette fois la primaire avec 68 % des voix. Le 8 novembre 2018, elle remporte l'élection.